# 다라마촌
다라마촌(일본어: 多良間村)은 일본 오키나와현 미야코군의 촌으로 미야코섬과 이시가키섬의 중간에 위치하는 다라마섬과 민나섬을 포함한다.

## 지리

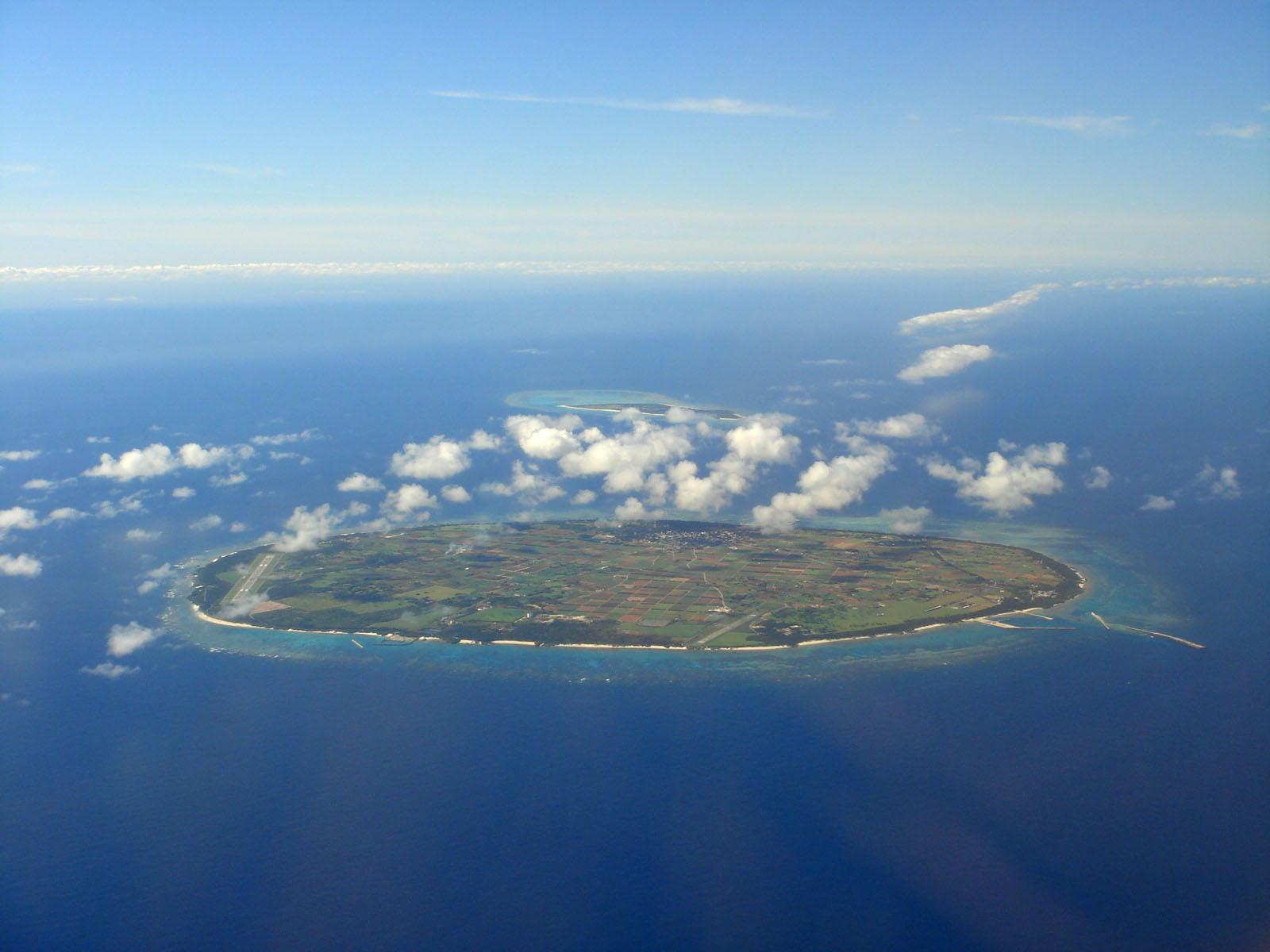
다라마섬(앞)과 민나섬(뒤)

주섬인 다라마섬은 미야코섬에서 서쪽으로 약 67km, 이시가키섬에서 북동쪽으로 약 35km 떨어진 타원 모양의 평탄한 섬이다. 면적은 약 20km2이고 최고점은 섬 북부에 있는 야에산(32.8m)이다. 민나섬은 다라마섬의 북쪽 12km 상에 떠있는 동서 약 2.5km, 남북 약 1km, 면적 약 2.5km2의 섬이다. 중심 산업은 사탕수수 재배 등의 농업이다.

## 역사
15세기 말부터 17세기까지 쓰치하라씨의 통치를 받았다. 에도 시대 후기에 이와테현 미야코시의 난파선이 표류해 이것을 보호하기도 했다. 이 사건 때문에 현재 미야코시와 자매 도시 제휴를 하고 있다.

## 교통

### 공항
- 다라마 공항

## 자매 도시
- 일본 이와테현 미야코시